# Pauesia malongensis
Pauesia malongensis är en stekelart som beskrevs av Zhiming Dong och Wang 1997. Pauesia malongensis ingår i släktet Pauesia och familjen bracksteklar. Inga underarter finns listade i Catalogue of Life.